# ألفي ماي
ألفي ماي (بالإنجليزية: Alfie May)‏ هو لاعب كرة قدم بريطاني في مركز الهجوم، ولد في 2 يوليو 1993 في غريفزند ‏ في المملكة المتحدة. لعب مع نادي دونكاستر روفرز.

## وصلات خارجية
- ألفي ماي على موقع قاعدة بيانات كرة القدم.إي يو (الإنجليزية)
- ألفي ماي على موقع Soccerway.com (الإنجليزية)